# Arabia Saudita en los Juegos Olímpicos de Milán-Cortina d'Ampezzo 2026
Arabia Saudita participará en los Juegos Olímpicos de Milán-Cortina d'Ampezzo 2026. El responsable del equipo olímpico es el Comité Olímpico de Arabia Saudita, así como las federaciones deportivas nacionales de cada deporte con participación.